# تمور کتسبایا
تمور کتسبایا (گرجی: თემურ ქეცბაია؛ زادهٔ ۱۸ مارس ۱۹۶۸) بازیکن فوتبال (سابق) اهل جمهوری گرجستان (از جمله جمهوری‌های جدا شده از اتحاد جماهیر شوروی سوسیالیستی) بود.
از باشگاه‌هایی که در آن بازی کرده‌است می‌توان به باشگاه فوتبال ولورهمپتون واندررز، باشگاه فوتبال آنورتوسیس فاماگوستا، باشگاه فوتبال آ. ا. ک آتن، باشگاه فوتبال نیوکاسل یونایتد، باشگاه فوتبال دینامو تفلیس، و باشگاه فوتبال داندی اشاره کرد.
وی همچنین در تیم ملی فوتبال گرجستان بازی کرده‌است.